# Fractal
Fractal е свободен, междуплатформен софтуер за интернет комуникация, написан на Rust и част от проекта GNOME.

## Описание
Fractal използва протокола Matrix. Поддържа изпращане на текстови съобщения, мултимедийни файлове, създаване на виртуални стаи, форматиране с Markdown. Към 2018 г. Fractal не поддържа видеоразговори и криптиране.
Fractal 5 използва GTK 4 и библиотеката libadwaita за графичния интерфейс.